# Ferdinand Hardekopf
Ferdinand Hardekopf (né le 15 décembre 1876 à Varel, mort le 26 mars 1954 à Zurich) est un journaliste, écrivain, poète et traducteur allemand.

## Biographie
Après l'obtention de son abitur à Leipzig, il suit une formation commerciale. En 1899, il part à Berlin où il devient critique littéraire et théâtral pour divers journaux et magazines comme Die Schaubühne ou le Münchner Neuesten Nachrichten. Rapidement il se fait un nom. De 1906 à 1912, il écrit une cinquantaine d'articles. En 1910, il accepte un poste de sténographe au Reichstag, pour avoir un salaire régulier. En 1911, il écrit dans la revue expressionniste Die Aktion.
En 1915, il rencontre Sylvia von Harden. Ils ont une liaison passionnée jusqu'en 1921[réf. nécessaire].
Après le déclenchement de la Première Guerre mondiale, Hardekopf, pacifiste, s'en va en Suisse en 1916 et revient au début des années 1920. Ne parvenant pas à s'intégrer, il arrive à Paris en 1922. Il traduit les grands écrivains français de son temps comme André Gide et Jean Cocteau. Il écrit aussi des articles pour des journaux suisses et français ainsi que dans Die Sammlung, le journal que Klaus Mann à Amsterdam.
Il vit avec l'actrice Sita Staub (née Levien), qui deviendra son épouse, entre Paris et la Rivieira. Après l'occupation allemande de la France, il est interné puis libéré grâce aux efforts d'André Gide. Il part aussitôt dans le sud de la France pour aller en Suisse, où il vit grâce à des commandes de traduction de la part de la Büchergilde Gutenberg. En 1954, il meurt à l'hôpital psychatrique de Zurich.
Son œuvre personnelle n'est pas très vaste. Elle consiste surtout en de la poésie et des petits écrits en prose, principalement dans les années 1910 et 1920, ce qui en fait un pionnier de l'expressionnisme. Un thème majeur de ce morphinomane est la consommation de drogues. Après son internement en France et son exil en Suisse, ses manuscrits disparaissent, dont la copie de Die Dekadenz der deutschen Sprache. Aujourd'hui, Hardekopf est considéré comme un poète presque oublié.
Il reste essentiellement connu pour sa traduction du français. Thomas Mann l'estimait comme le meilleur.

## Œuvre
- Wir Gespenster. Dichtungen. Édition et postface de Wilfried F. Schoeller, Arche, Zürich et Hambourg 2004, comprend
- Der Abend. Ein Dialog (1913)
- Lesestücke (1916)
- Privatgedichte, Der jüngste Tag, Kurt Wolff Verlag (1921)
- Berlin 1907-1909. Theaterkritiken aus der Schaubühne. Édition d'Arne Drews. Revonnah Verlag, Hanovre.